# Castillo de Tauragė
El castillo de Tauragė (en lituano: Tauragės pilis) es un edificio de mampostería del siglo XIX situado en Tauragė, cerca de la costa del Báltico. Fue construido originalmente entre 1844 y 1847 para servir como edificio de aduanas.